# Dědici ze zákona
Dědici ze zákona (čili zákonní dědici) jsou fyzické osoby, které se stanou dědici po zůstaviteli (ledaže by ovšem odmítli dědictví) na základě splnění podmínek stanovených objektivním právem (zejména pro svůj příbuzenský vztah k zůstaviteli), aniž by je zůstavitel jako své dědice výslovně ustanovil v závěti.
Dědici ze zákona se zpravidla dělí (na rozdíl od závětních dědiců) do dědických skupin nebo tříd. Okruh dědiců ze zákona je dán právní úpravou účinnou v den smrti zůstavitele.

## Dědické skupiny v současném českém právu
Jako dědici ze zákona podle současného českého práva dědí:
- potomci zůstavitele (děti, vnuci, pravnuci atd.) – vždy v první třídě dědiců
- manžel nebo partner zůstavitele – v první nebo druhé třídě dědiců
- zůstavitelovi rodiče (tj. otec a matka) – vždy ve druhé třídě dědiců
- tzv. spolužijící osoba – ve druhé nebo třetí třídě dědiců
- zůstavitelovi sourozenci (tj. bratři a sestry) – vždy ve třetí třídě dědiců
- zůstavitelovi synovci a neteře – vždy ve třetí třídě dědiců
- zůstavitelovi prarodiče – vždy ve čtvrté třídě dědiců
- zůstavitelovi praprarodiče (pradědové a prababičky) – vždy v páté třídě dědiců
- zůstavitelovi strýcové a tety – vždy v šesté třídě dědiců
- zůstavitelovi prasynovci a praneteře – vždy v šesté třídě dědiců

### První třída dědiců
V první třídě dědiců dědí zůstavitelovy děti a jeho manžel, každý z nich stejným dílem. Nedědí-li některé dítě (například proto, že odmítlo dědictví, je nezpůsobilé dědit, nedožilo se zůstavitelovy smrti nebo je neznámého pobytu), nabývají jeho dědický podíl stejným dílem jeho děti (tj. zůstavitelova vnoučata); totéž platí o vzdálenějších potomcích téhož předka. Obdobně se postupuje, jestliže nedědí další potomci (vnoučata atd.). Tento způsob dělení dědických podílů se nazývá in stirpes (podle kmenů).
Jestliže některý ze zůstavitelových potomků dědí (např. zůstavitelovo dítě), nemohou dědit jeho potomci (např. zůstavitelova vnoučata; potomci jiných zůstavitelových dětí však dědit mohou). Manžel nemůže v první třídě dědiců dědit sám.

### Druhá třída dědiců
Předpokladem pro dědění ve druhé třídě dědiců je, že nedědí žádný ze zůstavitelových potomků.
Ve druhé třídě dědiců dědí manžel nebo partner, zůstavitelovi rodiče a tzv. spolužijící osoba. Dědicové ve druhé třídě dědiců dědí rovným dílem, manželu nebo partnerovi však připadá nejméně polovina dědictví. Pokud tedy manžel nebo partner dědí ve druhé třídě sám, připadne mu celé dědictví, jinak dědí polovinu dědictví a druhá polovina dědictví se rozdělí rovným dílem mezi ostatní dědice druhé třídy dědiců. Tzv. spolužijící osoba nemůže ve druhé třídě dědit sama.

### Třetí třída dědiců
Předpokladem pro dědění ve třetí třídě dědiců je, že nedědí žádný ze zůstavitelových potomků, zůstavitelův manžel nebo partner ani žádný ze zůstavitelových rodičů.
Ve třetí třídě dědiců dědí zůstavitelovi sourozenci a tzv. spolužijící osoba, všichni rovným dílem. Pokud některý z sourozenců nedědí (například proto, že odmítl dědictví, je nezpůsobilý dědit, nedožil se zůstavitelovy smrti nebo je neznámého pobytu), nabývají jeho dědického podílu in stirpes jeho děti (tj. zůstavitelovi synovci a neteře); pokud však sourozenec, který nedědí, žádné dětí nemá, přiroste jeho dědický podíl ostatním dědicům. Na další potomky zůstavitelových sourozenců (například na prasynovce a praneteře) však už dědický podíl nepřechází, ani kdyby žádný ze zůstavitelových sourozenců nedědil.

### Čtvrtá třída dědiců
Předpokladem pro dědění ve čtvrté třídě dědiců je, že nedědí žádný ze zůstavitelových potomků, zůstavitelův manžel nebo partner, žádný ze zůstavitelových rodičů, sourozenců, synovců a neteří ani tzv. spolužijící osoba.
Ve čtvrté dědické skupině dědí stejným dílem zůstavitelovi prarodiče.

### Pátá třída dědiců
Předpokladem pro dědění v páté třídě dědiců je, že nedědí nikdo z předchozích tříd.
V páté dědické třídě dědí prarodiče rodičů zůstavitele, tzn. zůstavitelovi praprarodiče, a to tak, že prarodičům matky zůstavitele připadne polovina pozůstalosti a prarodičům otce zůstavitele druhá polovina. Tato polovina se následně rozdělí rovným dílem mezi dvojice, tzn. jednu čtvrtinu rodiče zůstavitelovi babičky z matčiny strany, druhou čtvrtinu rodiče zůstavitelova dědečka z matčiny strany atd., celkově tak na každého připadne jedna osmina zůstavitelovi pozůstalosti.
Pokud jeden z dvojice praprarodičů nedědí, připadne celý podíl druhému z dvojice, tzn. pokud prapradědeček už nežije, připadne celá čtvrtina praprababičce. Pokud nedědí celá dvojice, připadne jejich čtvrtina druhé dvojici z téže strany, tzn. pokud rodiče dědečka z matčiny strany nedědí, připadne jejich čtvrtina rodičům babičky z matčiny strany. Pokud by nedědila ani tato dvojice, rozdělí se celá tato polovina mezi prarodiče druhého z rodičů, tzn. pokud nedědí rodiče dědečka ani babičky z matčiny strany, připadne tato polovina pozůstalosti rodičům babičky a dědečka z otcovy strany, a to ve stejném poměru, v jakém jim připadla pozůstalost z "jejich" poloviny.

### Šestá třída dědiců
Předpokladem pro dědění v šesté třídě dědiců je, že nedědí nikdo z předchozích tříd.
V šesté třídě dědiců dědí rovným dílem děti dětí sourozenců zůstavitele (tj. prasynovci a praneteře) a děti prarodičů zůstavitele (tj. strýcové a tety).

## Předchozí české právní úpravy

### Období do 31. prosince 1950
Všeobecný zákoník občanský rozděloval dědice do čtyř tříd:
- první třída – zůstavitelovi potomci (obdobně jako nyní; mezi vzdálenější potomky se pozůstalost dělila in stirpes)
- druhá třída – zůstavitelovi rodiče, popřípadě jejich potomci
- třetí třída – zůstavitelovi prarodiče, popřípadě jejich potomci
- čtvrtá třída – zůstavitelovi praprarodiče, popřípadě jejich potomci

Jestliže zde nebyl žádný dědic v první třídě, dědilo se ve druhé třídě, pokud nebyli žádní dědici ve druhé třídě, dědilo se ve třetí třídě atd.
Pozůstalý manžel nedědil v žádné dědické třídě, nýbrž mimo ni, a to čtvrtinu pozůstalosti vedle dědiců první třídy a polovinu pozůstalosti vedle dědiců druhé třídy. Jestliže se dědilo ve třetí dědické třídě, obdržel manžel polovinu dědictví, přičemž z druhé poloviny dostali svůj podíl zůstavitelovi prarodiče; pokud však některý z prarodičů nedědil (například proto, že se nedožil smrti zůstavitele), připadl jeho podíl pozůstalému manželovi (vedle jeho poloviny). Nebyl-li zde žádný dědic první nebo druhé třídy ani nedědil žádný ze zůstavitelových prarodičů, připadla celá pozůstalost pozůstalému manželovi.
Kromě svého dědického podílu dědil manžel také movité věci patřící k manželské domácnosti; v případě, že spolu s ním dědili také zůstavitelovi potomci, však z těchto věcí dědil jen to, co bylo nutné pro jeho vlastní potřebu.

### Období od 1. ledna 1951 do 31. března 1964
Dědění v první a druhé dědické skupině se od právní úpravy účinné do 31. prosince 2013 lišilo tím, že dědicem nebyl partner. Pokud některý ze zůstavitelových rodičů nedědil, připadl jeho podíl rovným dílem jeho dětem, a nebylo-li jich, jeho rodičům (šlo tedy o dělení in stirpes – podle kmenů). Třetí ani čtvrtá dědická skupina neexistovala.
Pozůstalý manžel, který žil se zůstavitelem v době jeho smrti ve společné domácnosti, dědil vedle svého dědického podílu také nedoplatky zůstavitelovy odměny za práci a opětujících se důchodů, jakož i zůstavitelovo obvyklé domácí zařízení.

### Období od 1. dubna 1964 do 31. prosince 1991
Dědění v první a druhé dědické skupině se od právní úpravy účinné do 31. prosince 2013 lišilo jen tím, že dědicem nebyl partner. Ve třetí dědické skupině dědili jen zůstavitelovi sourozenci a tzv. spolužijící osoba; synovci a neteře nedědili. Čtvrtá dědická skupina neexistovala.

### Období od 1. ledna 1992 do 30. června 2006
Právní úprava se lišila od právní úpravy účinné do 31. prosince 2013 jen tím, že dědicem nebyl partner.

### Období od 1. července 2006 do 31. prosince 2013
Jako dědici ze zákona podle českého práva účinného do 31. prosince 2013 dědili:
- potomci zůstavitele (děti, vnuci, pravnuci atd.) – vždy v první dědické skupině
- manžel nebo partner zůstavitele – v první nebo druhé dědické skupině
- zůstavitelovi rodiče (tj. otec a matka) – vždy ve druhé dědické skupině
- tzv. spolužijící osoba – ve druhé nebo třetí dědické skupině
- zůstavitelovi sourozenci (tj. bratři a sestry) – vždy ve třetí dědické skupině
- zůstavitelovi synovci a neteře – vždy ve třetí dědické skupině
- zůstavitelovi prarodiče – vždy ve čtvrté dědické skupině
- zůstavitelovi strýcové a tety – vždy ve čtvrté dědické skupině

#### První dědická skupina
V první dědické skupině dědily zůstavitelovy děti a manžel nebo partner, každý rovným dílem. Pokud některé z dětí nedědilo (například proto, že odmítlo dědictví, bylo nezpůsobilé dědit, nedožilo se zůstavitelovy smrti nebo bylo neznámého pobytu), nabývaly jeho dědického podílu jeho děti (tj. zůstavitelova vnoučata); pokud však dítě, které nedědilo, žádné děti nemá, přirostl jeho dědický podíl ostatním dědicům. Obdobně se postupovalo, jestliže nedědili další potomci (vnoučata atd.). Tento způsob dělení dědických podílů se nazývá in stirpes (podle kmenů).
Jestliže některý ze zůstavitelových potomků dědil (např. zůstavitelovo dítě), nemohli dědit jeho potomci (např. zůstavitelova vnoučata; potomci jiných zůstavitelových dětí však dědit mohli). Manžel ani partner nemohl v první dědické skupině dědit sám.

#### Druhá dědická skupina
Předpokladem pro dědění ve druhé dědické skupině bylo, že nedědil žádný ze zůstavitelových potomků.
Ve druhé dědické skupině dědil manžel nebo partner, zůstavitelovi rodiče a tzv. spolužijící osoba. Dědicové ve druhé dědické skupině dědili rovným dílem, manžel nebo partner však nejméně polovinu dědictví. Pokud tedy manžel nebo partner dědil ve druhé skupině sám, připadne mu celé dědictví, jinak dědí polovinu dědictví a druhá polovina dědictví se rozdělí rovným dílem mezi ostatní dědice druhé dědické skupiny. Tzv. spolužijící osoba nemohla ve druhé skupině dědit sama.

#### Třetí dědická skupina
Předpokladem pro dědění ve třetí dědické skupině je, že nedědil žádný ze zůstavitelových potomků, zůstavitelův manžel nebo partner ani žádný ze zůstavitelových rodičů.
Ve třetí dědické skupině dědili zůstavitelovi sourozenci a tzv. spolužijící osoba, všichni rovným dílem. Pokud některý z sourozenců nedědil (například proto, že odmítl dědictví, byl nezpůsobilý dědit, nedožil se zůstavitelovy smrti nebo byl neznámého pobytu), nabývaly jeho dědického podílu in stirpes jeho děti (tj. zůstavitelovi synovci a neteře); pokud však sourozenec, který nedědí, žádné dětí nemá, přiroste jeho dědický podíl ostatním dědicům. Na další potomky zůstavitelových sourozenců (například na bratrance a sestřenice) však už dědický podíl nepřecházel, ani kdyby žádný ze zůstavitelových sourozenců nedědil.

#### Čtvrtá dědická skupina
Předpokladem pro dědění ve čtvrté dědické skupině bylo, že nedědil žádný ze zůstavitelových potomků, zůstavitelův manžel nebo partner, žádný ze zůstavitelových rodičů, sourozenců, synovců a neteří ani tzv. spolužijící osoba.
Ve čtvrté dědické skupině dědili stejným dílem zůstavitelovi prarodiče; nedědil-li žádný z nich (tj. žádný z rodičů zůstavitelova otce ani žádný z rodičů zůstavitelovy matky), dědily rovným dílem jejich děti, tj. zůstavitelovi strýcové a tety.

## Několikeré příbuzenství
V případě, kdy by určitá osoba byla ve více příbuzenských vztazích se zůstavitelem, svědčí ji dědické právo z každého z těchto vztahů.
Příklad: Zůstavitel a jeho dcera spolu zplodili potomka, dcera se nedožila smrti svého otce – V tomto případě zdědí jejich potomek polovinu zůstavitelova majetku na základě svého práva jako zůstavitelovo dítě v první třídě dědiců. Druhá polovina majetku by měla připadnout zůstavitelově dceři jako druhému dítěti, protože ale dcera nedědí, nastupuje do jejího dědického práva její dítě, jímž je společný potomek zůstavitele a jeho dcery. Tento potomek tak zdědí celý majetek zůstavitelův, a to na základě dvou příbuzenských vztahů.

## Pojem spolužijící osoba
Jako spolužijící osoba se zkráceně označuje ten, kdo žil se zůstavitelem nejméně po dobu jednoho roku před jeho smrtí ve společné domácnosti a kdo z tohoto důvodu pečoval o společnou domácnost nebo byl odkázán výživou na zůstavitele. Pojem byl v českém právním řádu zaveden s účinností od 1. ledna 1951; až do 31. března 1964 musela dotyčná osoba navíc splňovat podmínku, že ve společné domácnosti žila se zůstavitelem nejméně po dobu jednoho roku před jeho smrtí jako člen rodiny.

## Některé zahraniční právní úpravy

### Slovensko
Slovenská právní úprava dědění ze zákona je shodná s českou právní úpravou účinnou v období od 1. ledna 1992 do 30. června 2006.

### Polsko
Zanechal-li polský zůstavitel potomky, dědí v první dědické skupině zůstavitelovy děti a manžel, a to rovným dílem, manžel však nejméně čtvrtinu dědictví. Jestliže se některé z dětí smrti zůstavitele nedožilo, rozdělí se jeho dědický podíl mezi jeho potomky in stirpes.
Jestliže zůstavitel nezanechal žádné potomky, dědí ve druhé dědické skupině zůstavitelův manžel, rodiče a sourozenci (popřípadě potomci zůstavitelových sourozenců). Pokud zůstavitel nezanechal rodiče ani sourozence či jejich potomky, připadá celé dědictví manželovi, jinak připadne zůstavitelovu manželovi polovina dědictví a druhá polovina se rozdělí mezi zůstavitelovy rodiče a sourozence (popřípadě jejich potomky). Pokud zůstavitel nezanechal manžela, rozdělí se dědictví mezi zůstavitelovy rodiče a sourozence (popřípadě jejich potomky).
Mezi zůstavitelovy rodiče a sourozence (popřípadě jejich potomky) se dědictví (nedědí-li manžel zůstavitele) nebo jeho polovina na ně připadající (jestliže druhou polovinu dědí zůstavitelův manžel) dělí tak, že každému z rodičů připadne jedna čtvrtina a o zbytek se rozdělí rovným dílem sourozenci zůstavitele (popřípadě jejich potomci); jestliže se však některý z rodičů smrti zůstavitele nedožil, připadne polovina podílu na něj připadající druhému rodiči a druhá polovina zůstavitelovým sourozencům (popřípadě jejich potomkům). Nedožije-li se zůstavitelovy smrti ani jeden z jeho rodičů, rozdělí se o dědictví nebo polovinu dědictví připadající na zůstavitelovy rodiče a sourozence (či jejich potomky) rovným dílem zůstavitelovi sourozenci, popřípadě jejich potomci. Pokud se některý ze zůstavitelových sourozenců nedožil smrti zůstavitele, nabývají jeho dědického podílu jeho potomci (nikoliv pouze děti), mezi něž se jeho dědický podíl rozdělí in stirpes.
Dědicem ze zákona však není manžel, jestliže bylo manželství zůstavitele rozloučeno. Vztahu mezi rodičem a dítětem je naroveň postaven vztah založený osvojením, přičemž osvojením současně zaniká dědické právo mezi osvojencem a jeho původními rodiči (z tohoto pravidla však existují některé výjimky).
Nezanechal-li zůstavitel potomky, manžela, rodiče, sourozence ani potomky svých sourozenců, připadne dědictví po zůstaviteli gmině (obci), ve které měl zůstavitel své poslední bydliště (není-li možné poslední bydliště zjistit nebo nachází-li se mimo území Polska, tak státu), a to jako dědici ze zákona.

### Queensland
Podle právní úpravy v australském státě Queensland účinné od 1. května 1998 jsou dědici ze zákona v první řadě děti a manžel. Stejné právní postavení jako manžel má také de facto spouse, tj. osoba, která žila se zůstavitelem v soužití obdobném manželskému (tj. byla jeho druhem či družkou) nejméně po dobu pěti let před jeho smrtí anebo nejméně po dobu pěti let v období posledních šesti let před zůstavitelovou smrtí a současně i v době jeho úmrtí.
Zanechal-li zůstavitel manžela, připadne manželovi prvních 150 000 dolarů a vybavení domácnosti (tj. nábytek, záclony, závěsy, koberce, ložní prádlo, porcelán, skleněné nádobí, dekorační předměty, domácí spotřebiče a náčiní, zahradní náčiní a spotřebiče a jiný movitý majetek užívaný v řádné domácnosti nebo dekorační předměty, lihoviny, víno, poživatelné zásoby a domácí zvířata patřící zůstaviteli v době jeho smrti, nikoliv však motorová vozidla, plavidla, letadla, závodní zvířata, originální umělecká díla, trofeje, oblečení, šperky a jiné věci osobní potřeby). Zbývající část dědictví nabývají zůstavitelovy děti a manžel, a to rovným dílem, manžel však nejvýše třetinu dědictví. Jestliže se některé z dětí smrti zůstavitele nedožilo, rozdělí se jeho dědický podíl mezi jeho potomky in stirpes.
Jestliže zůstavitel nezanechal žádné potomky ani manžela, dědí postupně:
- zůstavitelovi rodiče (rovným dílem),
- zůstavitelovi sourozenci (rovným dílem), popřípadě jejich děti (dědický podíl předemřelého sourozence se mezi se dělí in stirpes),
- zůstavitelovi prarodiče (rovným dílem),
- zůstavitelovi strýcové a tety (rovným dílem), popřípadě jejich děti (dědický podíl předemřelého strýce nebo předemřelé tety se mezi se dělí in stirpes).